# Curitibanos
Curitibanos là một đô thị thuộc bang Santa Catarina, Brasil. Đô thị này có diện tích 952,283 km², dân số năm 2007 là 38077 người, mật độ 40 người/km².